# Roi du Bhoutan
Les rois du Bhoutan, aussi appelés Druk Gyalpo (« rois dragon »), se sont succédé depuis que le Bhoutan fut fondé en tant que pays par le Shabdrung Ngawang Namgyal dans les années 1630. Il recommanda un système de gouvernement qui reposerait sur un dirigeant administratif, le Druk Desi, et sur un dirigeant religieux, le Je Khenpo. Cette recommandation fut suivie de jure, mais dans les faits les penlop (gouverneurs) régionaux administrèrent souvent leur province de manière autonome, défiant l'autorité théorique du Druk Desi. En 1907, le penlop de Tongsa, Ugyen Wangchuk, unifia le pays sous son autorité. Il fut le premier roi de la dynastie Wangchuck, qui a conservé le trône depuis lors.

## Liste desDruk Deside 1680 à 1905

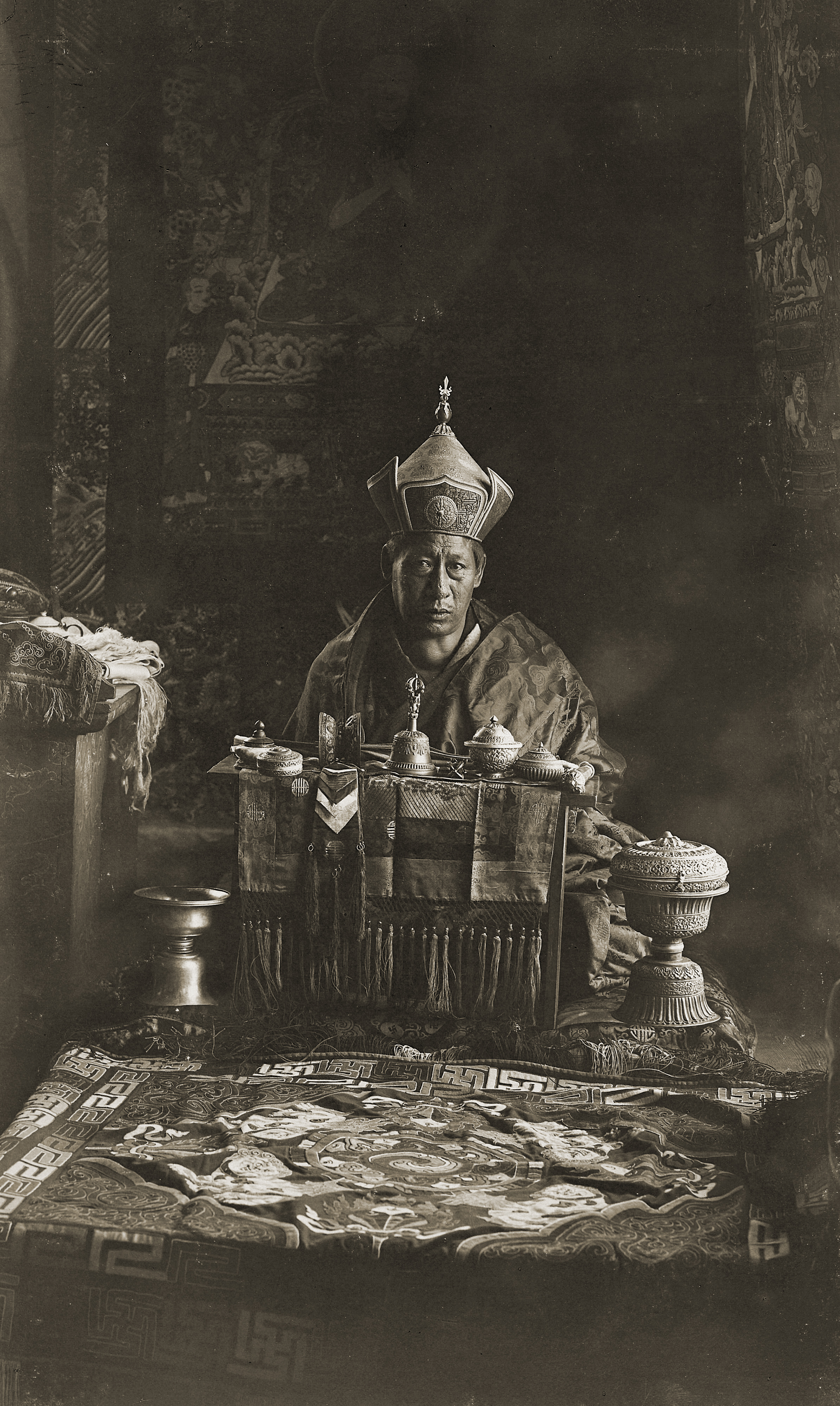
Choley Yeshe Ngodub, 1905.

Entre parenthèses, les dates de naissance et de décès, suivies des dates de règne.
- Tenzin Rabgye (1638-1696) 1680-1694
- Gedun Chomphel (-1701) 1695-1701
- Ngawang Tshering 1701-1704
- Umze Peljor (en) 1704-1707
- Druk Rabgye (-1729) 1707-1719
- Ngawang Gyamtsho (-1729) 1719-1729
- Mipham Wangpo 1729-1736
- Khuwo Peljor 1736-1739
- Ngawang Gyaltshen 1739-1744
- Sherab Wangchuck 1744-1763
- Druk Phuntsho 1763-1765
- Druk Tendzin I 1765-1768
- Donam Lhundub (-1773) 1768-1773
- Kunga Rinchen 1773-1776
- Jigme Singye (1742-1789) 1776-1788
- Druk Tendzin II 1788-1792
- Tashi Namgyal 1792-1799
- Druk Namgyal 1799-1803
- Tashi Namgyal (deuxième fois) 1803-1805
- Sangye Tendzin 1805-1806
- Umdze Parpop 1806-1808
- Bop Choda 1807-1808
- Tsulthrim Drayga (1790-1820) 1809-1810
- Jigme Dragpa II 1810-1811
- Yeshey Gyaltshen (1781-1830) 1811-1815
- Dorji Namgyel 1815
- Sonam Drugyal  1815-1819
- Tendzin Drugdra 1819-1823
- Choki Gyaltshen 1823-1831
- Dorji Namgyal (en) 1831-1832
- Adap Thinley 1832-1835
- Choki Gyaltshen (deuxième fois) 1835-1838
- Dorji Norbu 1838-1847
- Tashi Dorji 1847-1850
- Wangchuk Gyalpo 1850
- Jigme Norbu (à Thimphu) 1850-1852
- Chagpa Sangye (à Punakha) 1851-1852
- Damcho Lhundrup 1852-1856
- Kunga Palden (à Punakha) 1856-1861
- Sherab Tharchin (à Thimphu) 1856-1861
- Phuntsho Namgyal 1861-1864
- Tshewang Sithub 1864
- Tsulthrim Yonten 1864
- Kagyu Wangchuk 1864
- Tshewang Sithub (deuxième fois) 1864-1866
- Tsondru Pekar 1866-1870
- Jigme Namgyal (en) (1825-1881) 1870-1873
- Dorji Namgyal 1873-1877
- Jigme Namgyal (en) (deuxième fois) 1877-1878
- Dorji Namgyal (deuxième fois) 1878-1879
- Chhogyel Zangpo (-1880) 03.1879-06.1880
- Jigme Namgyal (troisième fois) 1880-07.1881
- Lam Tshewang (1836-1883) 1881-05.1883
- Gawa Zangpo 16 mai 1883-23 août 1885
- Sangay Dorji (-1901) 1885-1901
- Yeshe Ngodub (1851-1917) 1903-1905

## Liste des rois depuis 1907

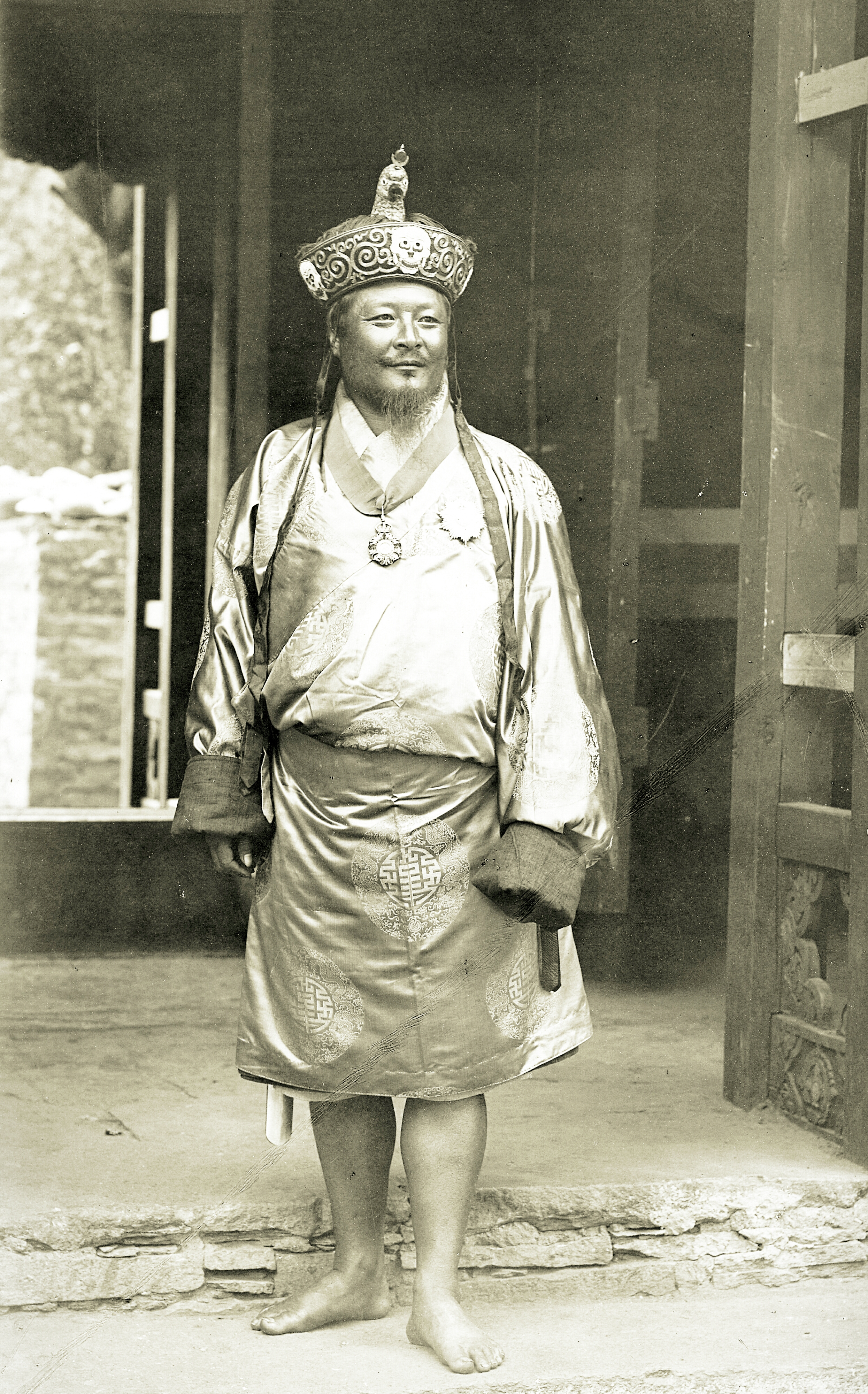
Ugyen Wangchuck (début des années 1920).

| Nom                            | Début du règne   | Fin du règne     |
| ------------------------------ | ---------------- | ---------------- |
| Ugyen Wangchuck                | 17 décembre 1907 | 21 août 1926     |
| Jigme Wangchuck                | 21 août 1926     | 24 mars 1952     |
| Jigme Dorji Wangchuck          | 24 mars 1952     | 21 juillet 1972  |
| Jigme Singye Wangchuck         | 21 juillet 1972  | 15 décembre 2006 |
| Jigme Khesar Namgyel Wangchuck | 15 décembre 2006 |                  |